# Jezioro Dybowskie
Jezioro Dybowskie (niem. Dybower See, 1938–1945 Diebauer See) – jezioro w woj. warmińsko-mazurskim, w pow. ełckim, w gminie Prostki, leżące na terenie Pojezierza Ełckiego.
Powierzchnia zwierciadła wody według różnych źródeł wynosi od 146,5 do 147,0 ha. Zwierciadło wody położone jest na wysokości 146,8 lub 147,0 m n.p.m.. Średnia głębokość jeziora wynosi 4,7 m, natomiast głębokość maksymalna 17,3 m.